# Via San Carlo
Via San Carlo si trova a Firenze da piazza Bellosguardo a via di Soffiano.
La via prese questo nome nel 1646, quando Cintra di Orazio Caciotti donò ai Barnabiti di San Carlo una casa che possedeva in questa via.
I Barnabiti avevano ereditato anche alcune case da Tommaso Perini in via sant'Agostino a Firenze e vi avevano fatto costruire un oratorio: nel 1636 vi fecero erigere la Chiesa, su disegno di Gherardo Silvani.
In via San Carlo si trova la Villa Niccolini, fatta costruire dai Cavalcanti. A sinistra della via c'è la villa turrita che fu dei Bonciani, che possedevano palazzi e torri fra il Borgo Santi Apostoli e via delle Terme.